# Andrzej Jedynak
Andrzej Jan Jedynak (ur. 4 lipca 1932 w Rzeszowie, zm. 14 września 2024 w Otwocku) – polski inżynier i polityk. W latach 1981–1982 wicepremier, w latach 1980–1981 minister przemysłu maszyn ciężkich i rolniczych, ambasador w Austrii (1978–1980) oraz Czechosłowacji (1982–1988).

## Życiorys
Syn Józefa i Janiny. Uzyskał tytuł zawodowy magistra inżyniera mechanika. Od 1952 był związany z przemysłem ciężkim. Pełnił funkcję dyrektora Sanockiej Fabryki Autobusów „Autosan”. W 1952 wstąpił również do Polskiej Zjednoczonej Partii Robotniczej. W latach siedemdziesiątych dyrektor Zjednoczenia Przemysłu Motoryzacyjnego „Polmo”. W okresie 1976–1978 był podsekretarzem stanu w Ministerstwie Przemysłu Maszynowego. Od kwietnia 1980 do lutego 1981 był ministrem przemysłu maszyn ciężkich i rolniczych w rządzie Edwarda Babiucha, Józefa Pińkowskiego i Wojciecha Jaruzelskiego. Następnie, do 9 października 1982, był wicepremierem.
W latach 1978–1980 był ambasadorem PRL w Wiedniu akredytowanym także przy UNIDO, a w latach 1982–1988 był ambasadorem w Pradze. Od grudnia 1988 do sierpnia 1989 był wiceprezesem Najwyższej Izby Kontroli.
Pochowany na Cmentarzu Wojskowym na Powązkach.

## Odznaczenia
- Order Sztandaru Pracy I klasy
- Order Sztandaru Pracy II klasy
- Krzyż Oficerski Orderu Odrodzenia Polski
- Krzyż Kawalerski Orderu Odrodzenia Polski
- Order Przyjaźni Narodów (ZSRR, 1977)[5]
- Order Lwa Białego II klasy (Czechosłowacja, 1988)[6]